# Rhipidarctia rhodospila
Rhipidarctia rhodospila är en fjärilsart som beskrevs av Sergius G. Kiriakoff 1957. Rhipidarctia rhodospila ingår i släktet Rhipidarctia och familjen björnspinnare. Inga underarter finns listade.